# ستيفان كروغر (لاعب كرة مضرب)
ستيفان كروغر (بالإنجليزية: Stefan Kruger)‏ هو لاعب كرة مضرب جنوب أفريقي، ولد في 3 أغسطس 1966 في كيب تاون في جنوب أفريقيا.

## وصلات خارجية
- ستيفان كروغر على موقع رابطة محترفي التنس (الإنجليزية)
- ستيفان كروغر على موقع الاتحاد الدولي لكرة المضرب (الإنجليزية)
- ستيفان كروغر على موقع خلاصة التنس.كوم (الإنجليزية)